# Ђункађо
Ђункађо (фр. Giuncaggio) насеље је и општина у Француској у региону Корзика, у департману Горња Корзика која припада префектури Кор.
По подацима из 2011. године у општини је живело 59 становника, а густина насељености је износила 3,65 становника/km². Општина се простире на површини од 16,15 km². Налази се на средњој надморској висини од 600 метара (максималној 745 m, а минималној 6 m).

## Демографија
| 1962. | 1968. | 1975. | 1982. | 1990. | 1999. | 2011. |
| ----- | ----- | ----- | ----- | ----- | ----- | ----- |
| 139   | 148   | 138   | 131   | 76    | 76    | 59    |

График промене броја становника у току последњих година